# Herbertov
Herbertov je malá vesnice, část města Vyšší Brod v okrese Český Krumlov v Jihočeském kraji. Nachází se asi tři kilometry východně od Vyššího Brodu. Prochází tudy železniční trať Rybník – Lipno nad Vltavou. Herbertov je také název katastrálního území o rozloze 7,73 km². V katastrálním území Herbertov leží i Těchoraz.

## Historie
První písemná zmínka o vesnici pochází z roku 1278.

## Obyvatelstvo
| Rok            | 1869 | 1880 | 1890 | 1900 | 1910 | 1921 | 1930 | 1950 | 1961 | 1970 | 1980 | 1991 | 2001 | 2011 | 2021 |
| -------------- | ---- | ---- | ---- | ---- | ---- | ---- | ---- | ---- | ---- | ---- | ---- | ---- | ---- | ---- | ---- |
| Počet obyvatel | 194  | 193  | 189  | 142  | 151  | 184  | 193  | 75   | 75   | 27   | 14   | 14   | 8    | 9    | 13   |
| Počet domů     | 24   | 26   | 26   | 26   | 26   | 27   | 27   | 24   | 24   | 4    | 2    | 7    | 5    | 7    | 5    |

## Obecní správa
Při sčítání lidu v letech 1850–1879 Herbertov byl osadou města Vyšší Brod v okrese Kaplice. V letech 1880–1960 byl samostatnou obcí v okrese Kaplice. Od roku 1960 je opět částí města Vyšší Brod v okrese Český Krumlov.

## Pamětihodnosti
Nalézá se zde kaple s malou věžičkou u bývalé požární nádrže nahoře ve stráni u statků nad pravým vltavským břehem, starý most se sochou svatého Jana Nepomuckého (stojící poblíž u silnice na Lipno) přes Větší Vltavici, železniční zastávka a kdysi vyšebrodskému cisterciáckému klášteru patřící Horní Mlýn, zrekonstruovaný na Učební středisko fakulty strojní ČVUT v Praze. Do Vltavy se zde vlévá potok Větší Vltavice, protékající údolím nedaleko Horního Dvořiště se skautskou osadou až z Rakouska. U silnice poblíž silničního mostu stojí kovová socha svatého Jana Nepomuckého. Most přes Větší Vltavici je kamenný, dvouobloukový, s pilířem  uprostřed. Příhradová konstrukce paralelního železničního mostu z roku 1900 přes Větší Vltavici byla vyměněna za novou v roce 2000.
Část ostrova, tvořeného Větší Vltavicí, Vltavou a náhonem na turbínu, na němž se areál Horního Mlýna nalézá, je pokryta celou řadou hřišť a dalších sportovních zařízení, mlýnem a jeho nádvořím přestavěným na hotel s konferenčním sálem, stravovacím zařízením a devíti dřevěnými sruby s příslušenstvím. Součástí je i malá loděnice na konci ostrova proti toku Vltavy. Areál má již více než dvacet let malou solární elektrárnu, hydroelektrárnu a tepelné čerpadlo.
Areál trpěl při povodních v srpnu 2002, kdy byly dolní chaty zcela zaplaveny.
Další malá zděná kaplička, stojící ještě v roce 1968 u přejezdu přes železniční trať, zanikla v průběhu normalizace, kdy ve stráni naproti bylo zřízeno pozorovací, hlídací a monitorovací stanoviště pohraniční stráže. Další pozorovatelna byla zřízena na blízké Herbertovské křižovatce s odbočkou k hradu Rožmberk za nedalekým rožmberským nádražím (zapisovali čísla projíždějících aut. Zachován je však kamenný poměrně rozsáhlý komplex s křížem z nasucho ložených kvádrů v lese nad Herbertovskými statky. Lesní cestou od pravého břehu Vltavy lze od roku 1990 dosáhnout náměstí s výletní restaurací v městečku Horním Dvořišti za necelou hodinu pěší chůze. Od téhož roku si můžeme prohlédnout repliku pamětní desky prezidenta Masaryka na místním nádraží, jenž se tam vrátil v pátek 20. prosince 1918 do osvobozené vlasti. 

### Jez

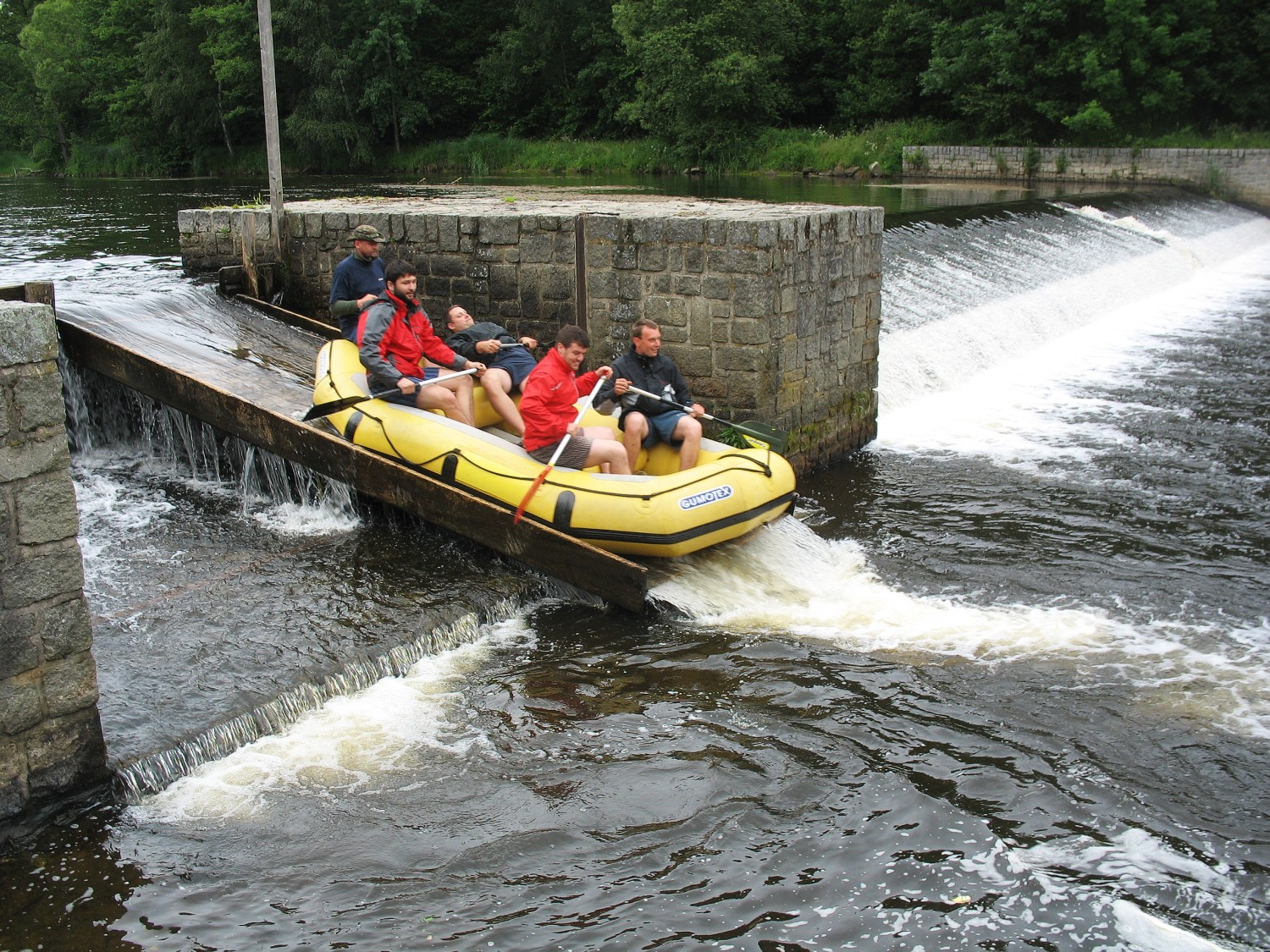
Herbertovský jez (nízký stav vody)

Herbertovský kamenný jez má propust pro vodáky i je možné ho snadno přenášet. Za normální vody není příliš složitý, za velké vody se stává smrtelně nebezpečným i pro rafty. Např. v červnu 2013 (za průtoku 130 kubíků za vteřinu, tj. třináctinásobku normálního stavu) se do jeho válce chytil raft s pěti přiopilými vodáky, z nichž se dva utopili.